# Хайденхайм-ан-дер-Бренц
Хайденхайм-ан-дер-Бренц (нем. Heidenheim an der Brenz, алем. нем. Hoidna, Hoirna) — город в Германии, районный центр, расположен в земле Баден-Вюртемберг.
Подчинён административному округу Штутгарт. Входит в состав района Хайденхайм. Население составляет 48 164 человека (на 31 декабря 2010 года). Занимает площадь 107,10 км². Официальный код — 08 1 35 019.
Город подразделяется на четыре городских района (Шнайтхайм, Мергельштеттен, Оггенхаузен и Гроскухен).

## Международные отношения

### Города-побратимы
- Клиши-ла-Гаренн, Франция (1959)
- Санкт-Пёльтен, Австрия (1968)
- Ньюпорт, Великобритания (1981)
- Сисак, Хорватия (1988)
- Дёбельн, Германия (1991)
- Йиглава, Чехия (2002)

### Города-партнёры
- Цяньцзян, Китай (1994)

## Достопримечательности
- Замок Хелленштайн

## Известные жители
- Август Лёш (1906—1945) — экономист и экономико-географ.
- Эрвин Роммель — генерал-фельдмаршал Третьего Рейха.